# Oospila
Oospila es un género de polillas perteneciente a la familia Geometridae. El género fue descrito por el lepidopterólogo inglés William Warren en 1897, con distribución en el Neotrópico. El género fue descrito para ubicar a la especie Phorodesma trilunaria. Es una polilla de color verde, de gran tamaño, con manchas anaranjadas contrastantes en sus alas. El género se distingue por tener una fila de crestas abdominales elevadas, que están compuestas de escamas especializadas, erectas y colore metálicas brillantes.

## Especies
Incluye cerca de 80 especies, en orden alfabético:
- Oospila acymanta (Prout, 1933)
- Oospila albicoma (Felder & Rogenhofer, 1875)
- Oospila albipunctulata (Prout, 1932)
- Oospila altonaria E. D. Jones, 1921
- Oospila arpata (Schaus, 1897)
- Oospila asmura (Druce, 1892)
- Oospila astigma (Warren, 1907)
- Oospila athena (Druce, 1892)
- Oospila atopochlora Prout, 1933
- Oospila atroviridis Warren, 1904
- Oospila callicula (Druce, 1892)
- Oospila camilla Schaus, 1913
- Oospila carnelunata (Warren, 1906)
- Oospila cristae Lindt, Hausmann y Viidalepp, 2018
- Oospila ciliaria (Hübner, 1823)
- Oospila circumsessa Prout, 1917
- Oospila circumsignata Prout, 1916
- Oospila concinna Warren, 1900
- Oospila confluaria (Warren, 1906)
- Oospila confundaria (Moschler, 1890)
- Oospila congener Warren, 1900
- Oospila continuata (Warren, 1906)
- Oospila decoloraria (Walker, 1861)
- Oospila decorata (Prout, 1932)
- Oospila delacruzi (Dognin, 1898)
- Oospila delphinata (Warren, 1900)
- Oospila depressa Warren, 1905
- Oospila dicraspeda Prout, 1932
- Oospila ecuadorata (Dognin, 1892)
- Oospila euchlora (Prout, 1932)
- Oospila excrescens (Warren, 1906)
- Oospila fimbripedata (Warren, 1907)
- Oospila flavilimes (Warren, 1904)
- Oospila florepicta (Warren, 1906)
- Oospila granulata (Warren, 1909)
- Oospila holochroa (Prout, 1913)
- Oospila hyalina Warren, 1897
- Oospila immaculata Cook & Scoble, 1995
- Oospila includaria (Herrich-Schäffer, 1855)
- Oospila jaspidata (Warren, 1897)
- Oospila lactecincta (Warren, 1909)
- Oospila lacteguttata (Warren, 1909)
- Oospila leucostigma (Warren, 1907)
- Oospila leucothalera (Prout, 1932)
- Oospila lilacina (Warren, 1906)
- Oospila longipalpis (Warren, 1906)
- Oospila longiplaga Warren, 1909
- Oospila lunicincta (Warren, 1909)
- Oospila marginata Warren, 1897
- Oospila miccularia (Guenée, 1857)
- Oospila nigripunctata (Warren, 1909)
- Oospila nivetacta (Warren, 1906)
- Oospila obeliscata (Warren, 1906)
- Oospila obsolescens Prout, 1932
- Oospila pallidaria (Schaus, 1897)
- Oospila pellucida Prout, 1916
- Oospila permagna (Warren, 1909)
- Oospila quinquemaculata (Warren, 1906)
- Oospila rhodophragma Prout, 1916
- Oospila rosipara (Warren, 1897)
- Oospila rubescens (Warren, 1906)
- Oospila rufilimes (Warren, 1905)
- Oospila ruptimacula Warren, 1901
- Oospila sellifera Warren, 1906
- Oospila semispurcata (Warren, 1906)
- Oospila sporadata (Warren, 1906)
- Oospila stagonata (Felder & Rogenhofer, 1875)
- Oospila subaurea (Warren, 1907)
- Oospila thalassina Warren, 1905
- Oospila tricamerata Prout, 1916
- Oospila trilunaria (Guenée, 1857)
- Oospila venezuelata (Walker, 1861)
- Oospila violacea Warren, 1897
- Oospila zamaradaria D. S. Fletcher, 1952

## Taxonomía

### Grupo de especiesOospila flavilimes
El grupo de especies O. Flavilimes fue definido en 1995 para incluir especies de crestas abdominales claras y carente de manchas en las alas. Son especies color verde oscuro, con una fina estrigulación marrón irregular en las alas y ciertas características genitales. Incluyen las especies O. cristae, O. flavilimes, O. decorata, O. nigripunctata y O. permagna. Otras cinco especies no están estrechamente relacionadas con O. flavilimes pero están asociadas con ella debido a las marcas en sus alas: O. acymanta, O. pallidaria, O. agnetaforslundae, O. subaurata y O. loreenae.

### Grupo de especiesOospila arpata
El grupo de especies O. arpata cuenta con una banda marginal unicolor de color marrón rojizo en ambas alas, que puede reducirse a manchas aisladas y negruzcas. Se incluyen en el grupo:
- Oospila arpata (Schaus, 1897)
- Oospila similiplaga similiplaga Warren, 1900
- Oospila similiplaga bolarpata
- Oospila ehakernae
- Oospila rufilimes (Warren, 1905)
- Oospila fimbripedata (Warren, 1907)

### Grupo de especiesOospila astigma
El grupo de especies O. astigma se definió por la vena del ala anterior R1 que surge de un pedúnculo distal al origen de la vena M1,: Notas 1  incluyendo las especies: O. astigma, O. leucostigma, O. delacruzi y O. albipunctulata.